# Ahmed Pur Lamma
Pour les articles homonymes, voir Ahmedpur.
Ahmed Pur Lamma ou Ahmedpur Lumma (en ourdou : احمد پور لمما) est une ville pakistanaise située dans le district de Rahim Yar Khan, dans le sud de la province du Pendjab. C'est la huitième plus grande ville du district. Elle est située à proximité immédiate de Sadiqabad.
La population de la ville a été multipliée par plus de trois entre 1972 et 2017 selon les recensements officiels, passant de 7 041 habitants à 23 499. Entre 1998 et 2017, la croissance annuelle moyenne s'affiche à 2,5 %, semblable à la moyenne nationale de 2,4 %. Selon le recensement de 2023, la population de la ville monte à 27 029 habitants.
|            | 1972 (rec.) | 1981 (rec.) | 1998 (rec.) | 2017 (rec.) | 2023 (rec.) |
| ---------- | ----------- | ----------- | ----------- | ----------- | ----------- |
| Population | 7 041       | 8 824       | 14 728      | 23 499      | 27 029      |